# Kubasi
Kubasi (cyr. Кубаси) – wieś w Czarnogórze, w gminie Kotor. W 2011 roku liczyła 14 mieszkańców.